# 蘭德爾·克萊澤
約翰·蘭德爾·克萊澤（英語：John Randal Kleiser，1946年7月20日—）是美国電影導演及电影制片人，最為人知的作品是1978年的音樂浪漫喜剧《油脂》，以及1980年的《藍色珊瑚礁》。

## 生平
約翰·蘭德爾·克萊澤出生於賓夕法尼亞州的黎巴嫩，是Harriet Kelly和John Raymond Kleiser醫生的小孩，他有二個兄弟。克萊澤就讀瑞德納高中（Radnor High School）。
他在南加州大学一年級時，就已在乔治·卢卡斯的學生電影《Freiheit》演出（克萊澤當時也住在卢卡斯所合租的房子裡。） Kleiser graduated in 1968.。克萊澤得奬的碩士作品，1973年的短片《Peege》，是敘述孫子和他生病祖母之間的感情，克萊澤以此片開始他的演藝生涯，後來此片也在2007年獲選為美國美國國會圖書館國家影片登記表中保存的影片之一。他也在同一年製作了動畫短片《Foot Fetish》（十年後在《週六夜現場》播出）。
克萊澤是公開出櫃的男同志。

## 獲獎
- 提名最佳導演－土星獎，《親愛的，我把孩子放大了（英语：Honey, I Blew Up the Kid）》
- 提名最佳導演－土星獎，《領航員（英语：Flight of the Navigator）》

## 外部連結
- Randal Kleiser在互联网电影资料库（IMDb）上的資料（英文）
- Official website （页面存档备份，存于）
- Filmsbug.com （页面存档备份，存于）
- DGA.org（页面存档备份，存于）
- Ninafochproject.com （页面存档备份，存于）